# Château d'Antimáchia
Le château d'Antimáchia (grec moderne : Κάστρο Αντιμάχειας) est un château situé sur l'île de Kos, en Grèce. Il est situé dans la partie centrale de l'île, au sud-est de la ville d'Antimáchia,.

## Histoire
Le château d'Antimáchia est construit par les Hospitaliers de l'ordre de Saint-Jean de Jérusalem entre 1322 et 1346. Il fait partie des fortifications de l'île, avec les châteaux de Nerantziá et de Paleó Pylí, et surveille notamment la côte sud de l'île ainsi que le détroit entre Kos et Nísyros. En juin 1457, le château est assiégé par les Ottomans, mais résiste au siège. En 1493, le château subit d'importants dégâts lors d'un séisme, date après laquelle il est restauré. Des modifications additionnelles sont effectuées au début des années 1500. En 1522, finalement, les Turcs ottomans réussissent à capturer le château avec le reste de l'île de Kos, date à partir de laquelle ces derniers y installent une petite garnison. À l'intérieur des murs du château se trouve également le village d'Antimáchia. En 1840, le château est abandonné en tant que localité, puis en 1871 en tant que forteresse,.

## Description
Le château est construit sur une colline, située sur un plateau. Il couvre une superficie d'environ 2,63 hectares. Les murs du château, d'une longueur totale de 970 mètres, suivent la forme de la colline, tandis que son plan architectural est en pentagone irrégulier. L'entrée du côté nord-ouest est dotée d'un grand bastion de forme semi-circulaire. Aucune tour de taille supérieure à celle des murs ne peut être distinguée. À l'intérieur du château se trouvent deux églises, celle de Saint Nicolas (Ágios Nikólaos) et celle de Sainte Parascève (Agía Paraskeví), toutes deux des vestiges de l'ancienne localité d'Antimáchia. Les ruines d'un ancien village se trouvent également dans les environs,.

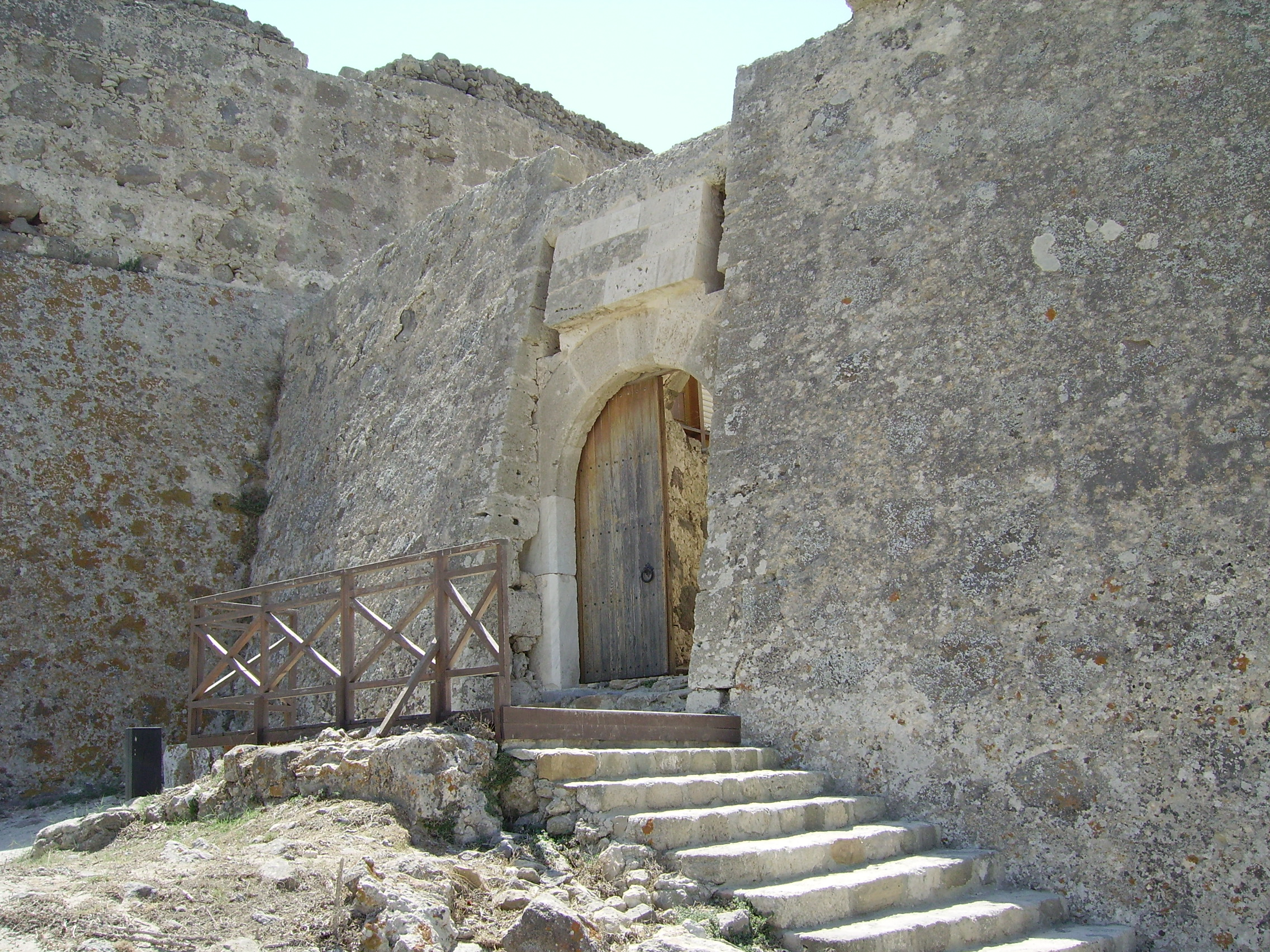
Vue de la porte de la forteresse.
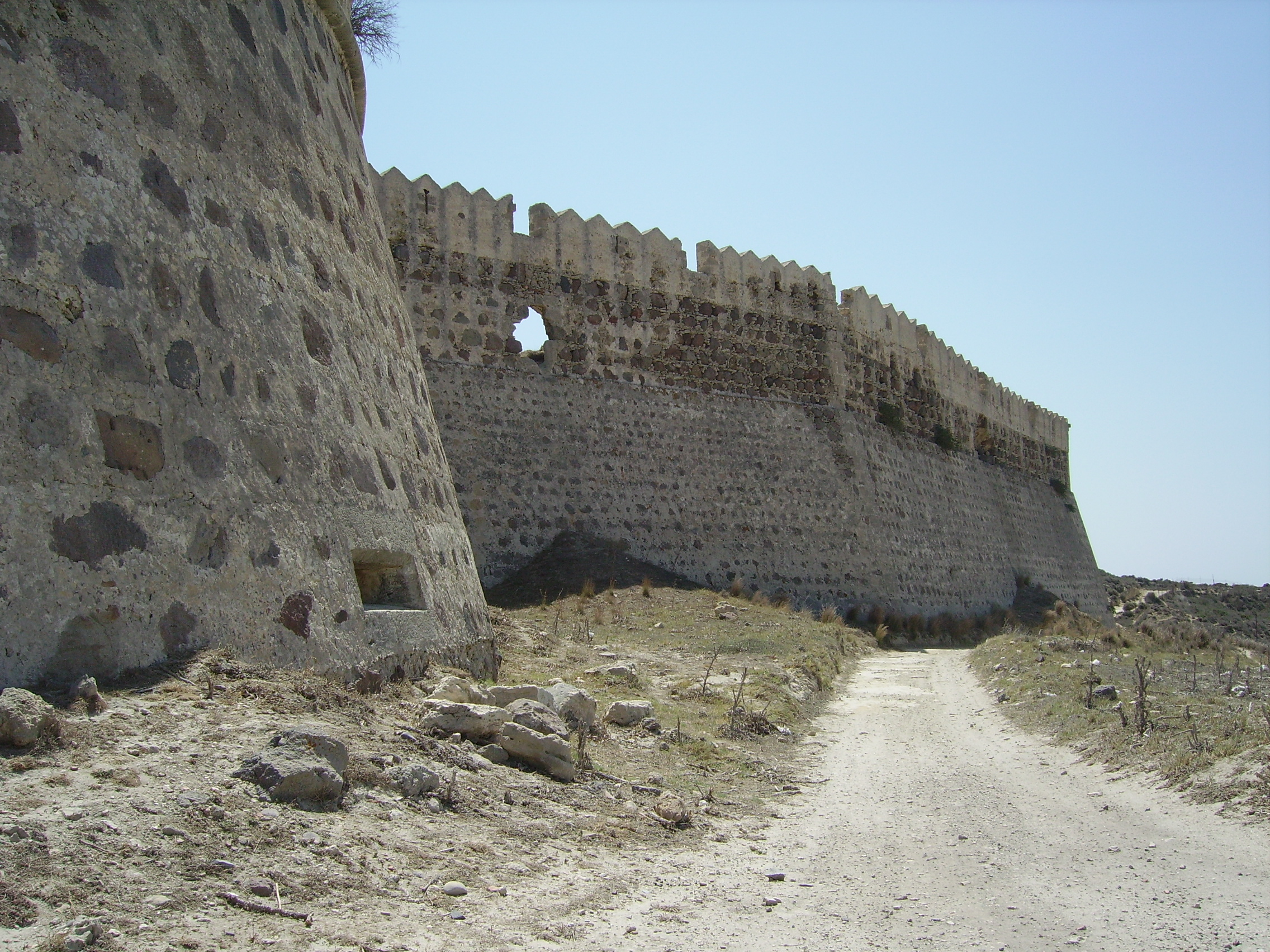
Vue de la partie extérieure des murs de la forteresse.
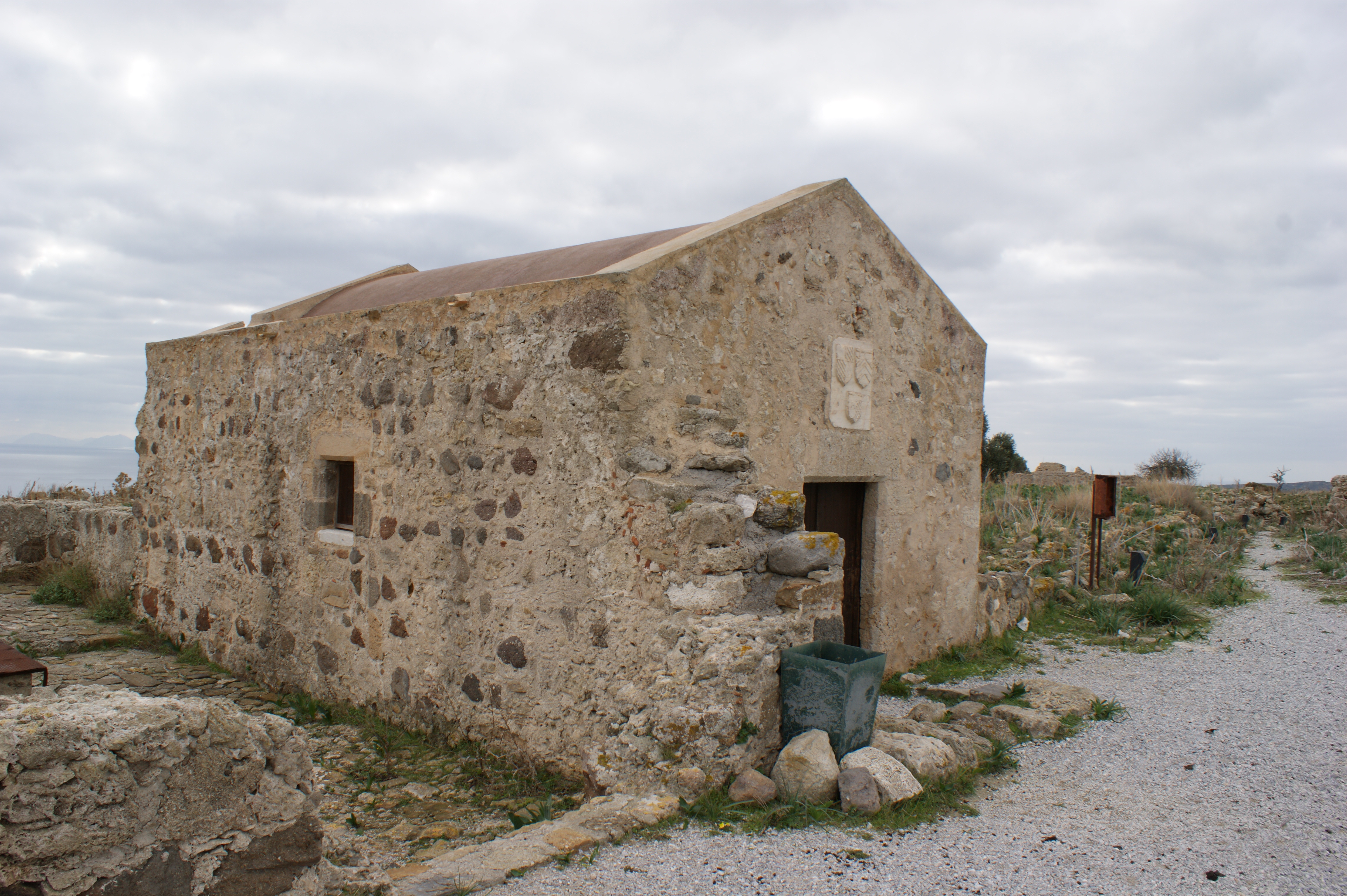
Vue de l'église Saint-Nicolas.
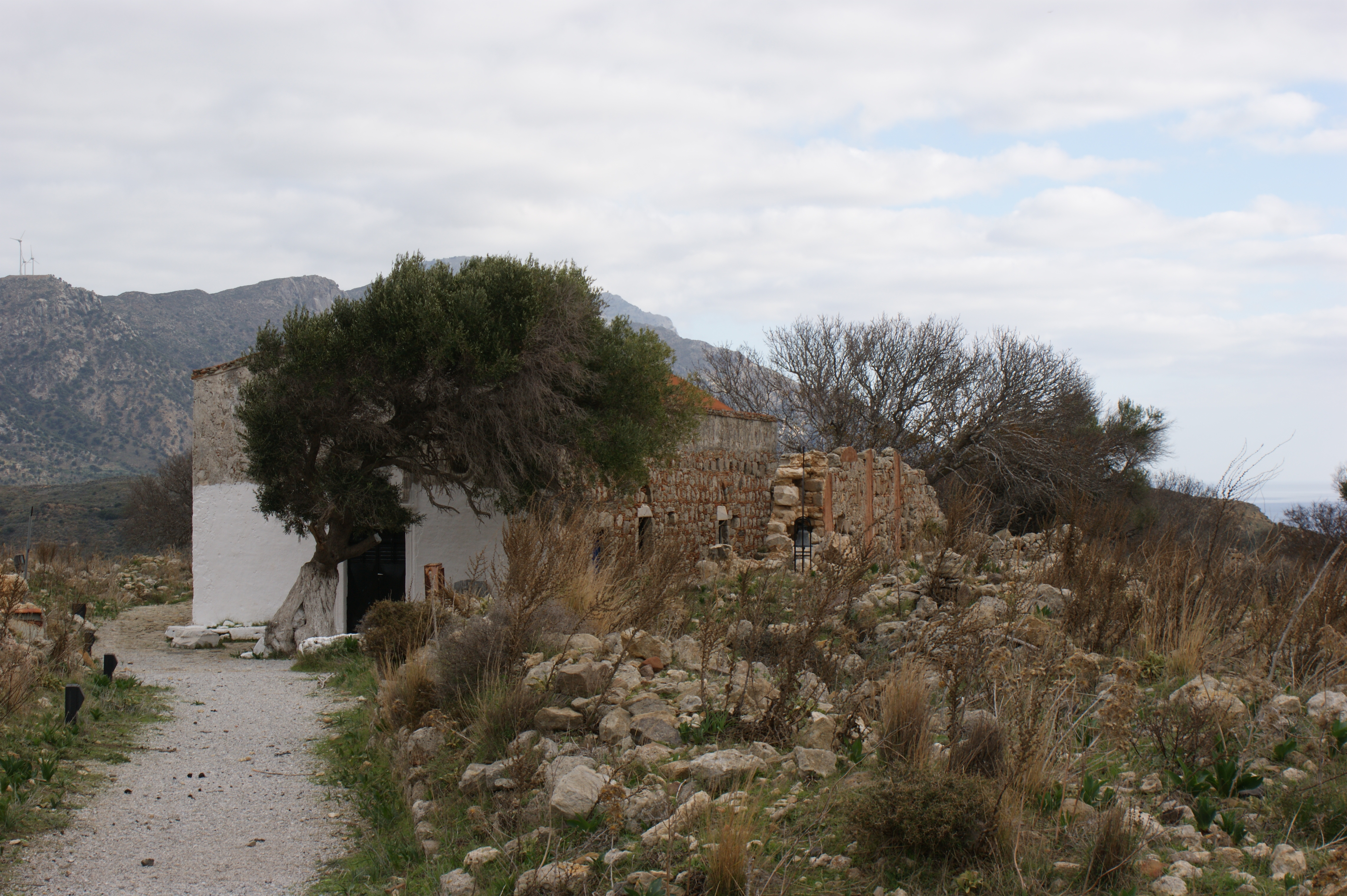
Vue de l'église Sainte-Parascève.
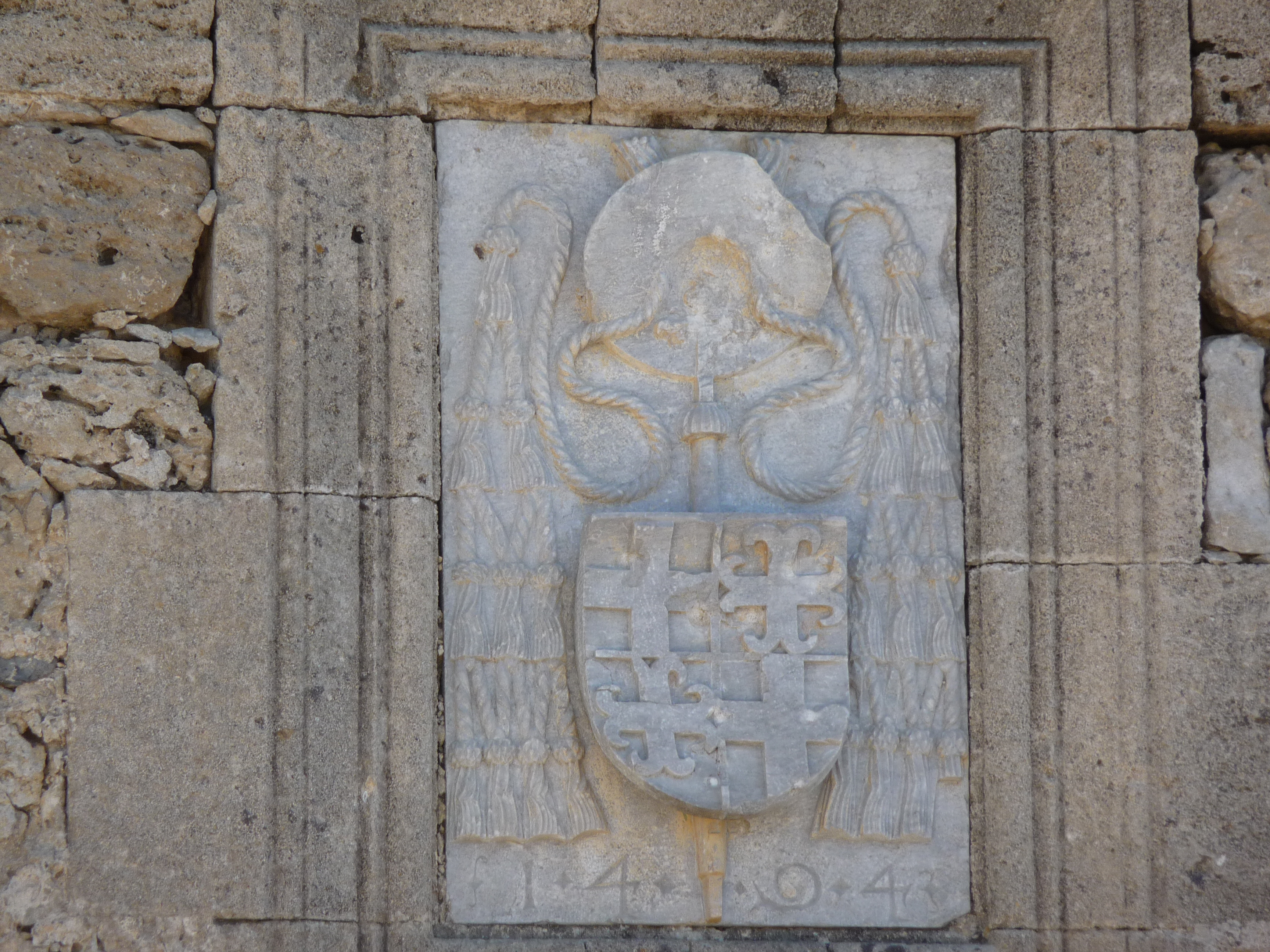
Représentation des armoiries du Grand Maître Pierre d'Aubusson et inscription de l'année 1494.